# Уэхикилья-эль-Альто (муниципалитет)
Уэхикилья-эль-Альто (исп. Huejuquilla el Alto) — муниципалитет в Мексике, в штате Халиско, с административным центром в одноимённом городе. Численность населения, по данным переписи 2020 года, составила 10 015 человек.

## Общие сведения
Название муниципалитета составное: Huejuquilla с языка науатль можно перевести как: место зелёных ив, а el Alto с испанского языка — верхний, высокий.
Площадь муниципалитета равна 769,5 км², что составляет 1 % от общей площади штата, а наиболее высоко расположенное поселение Лас-Агилас находится на высоте 2347 метров.
На юге он граничит с другим муниципалитетом штата Халиско — Мескитиком, а на севере, востоке и западе с другим штатом Мексики — Сакатекасом.

## Учреждение и состав
Муниципалитет был образован 11 ноября 1861 года, по данным 2020 года в его состав входит 63 населённых пункта, самые крупные из которых:
| Код INEGI                  | Населённый пункт                                                                                         | Численность населения (2005 год) | Численность населения (2010 год) | Численность населения (2020 год) |
| -------------------------- | --- | -------------------------------- | -------------------------------- | -------------------------------- |
| 042                        | Всего | 7926                             | 8781                             | 10015                            |
| 0001                       | Уэхикилья-эль-Альто (исп. Huejuquilla el Alto) 22°37′43″ с. ш. 103°53′39″ з. д. (административный центр) | 4042                             | 4811                             | 5949                             |
| 0047                       | Тенсомпа (исп. Tenzompa) 22°22′17″ с. ш. 103°55′37″ з. д.                                                | 741                              | 793                              | 734                              |
| 0183                       | Колония-Атмасье (исп. Colonia Hatmasie) 22°23′34″ с. ш. 103°59′28″ з. д.                                 | 242                              | 327                              | 417                              |
| 0173                       | Колония-лас-Гранхас (исп. Colonia las Granjas) 22°36′58″ с. ш. 103°53′49″ з. д.                          | 98                               | 124                              | 384                              |
| 0013                       | Ла-Кофрадия (исп. La Cofradía) 22°36′50″ с. ш. 103°55′27″ з. д.                                          | 165                              | 253                              | 358                              |
| 0015                       | Ла-Эстансия-де-Арриба (исп. La Estancia de Arriba) 22°37′11″ с. ш. 103°54′35″ з. д.                      | 72                               | 151                              | 257                              |
| 0046                       | Ла-Соледад (исп. La Soledad) 22°25′58″ с. ш. 103°53′53″ з. д.                                            | 252                              | 225                              | 214                              |
| —                          | Прочие                                                                                                   | 2314                             | 2097                             | 1702                             |
| Названия на карте Генштаба | |                                  |                                  |                                  |

## Экономическая деятельность
По статистическим данным 2000 года, работоспособное население занято по секторам экономики в следующих пропорциях:
- сельское хозяйство, животноводство и рыбная ловля — 24,1 %;
- промышленность и строительство — 31,7 %;
- торговля, сферы услуг и туризма — 42,2 %;
- безработные — 2 %.

## Инфраструктура
По статистическим данным 2020 года, инфраструктура развита следующим образом:
- электрификация: 97,6 %;
- водоснабжение: 65,7 %;
- водоотведение: 93,4 %.